# Artur José Semedo
Artur José Semedo   (Maputo, 25 de juliol de 1958) és un exfutbolista moçambiquès de la dècada de 1980.
Pel que fa a clubs, destacà a Benfica Castelo Branco i CS Maritimo.
Trajectòria com a entrenador:
- 2004 Ferroviario Maputo
- 2005-2008  Moçambic
- 2009 GD Maputo
- 2010-2011 Liga Muçulmana
- 2012-2014 GD Maputo
- 2015-? União Desportiva do Songo